# Мирандо Сити (Тексас)
Мирандо Сити (енгл. Mirando City) насељено је место без административног статуса у америчкој савезној држави Тексас.

## Демографија
По попису из 2010. године број становника је 375, што је 118 (-23,9%) становника мање него 2000. године.
| Група             | 2000.       | 2010.       |
| Белци             | 36 (7,3%)   | 15 (4,0%)   |
| Афроамериканци    | 0 (0,0%)    | 4 (1,1%)    |
| Азијати           | 4 (0,8%)    | 0 (0,0%)    |
| Хиспаноамериканци | 453 (91,9%) | 357 (95,2%) |
| Укупно            | 493         | 375         |